# Jayson Granger
Jayson Antoine Granger Amodio (Montevidéu, 15 de setembro de 1989) é um basquetebolista profissional uruguaio que atualmente joga no Saski Baskonia na Liga Endesa e Euroliga. Possui 1,89 m de altura e pesa 91 kg e defendeu a Seleção Uruguaia de Basquetebol no Sul-Americano de 2012 no Chaco, Argentina.
Jayson Granger é filho do basquetebolista estadunidense Jeff Granger que também jogou pela Seleção Uruguaia.

## Carreira no Estudiantes de Madrid
Granger iniciou sua carreira no Estudiantes nas categorias de base e posteriormente na equipe B na Liga EBA onde já era tido como futura promessa. Em 2013 participou da Pré temporada do Boston Celtics na Summer League em Orlando onde realizou algumas partidas.

## Carreira no Unicaja Málaga
A temporada de 2013 foi uma época de mudanças, além de realizar algumas partidas com o Boston Celtics, também foi transferido para o Unicaja Málaga e estreou na Euroliga (contra o Cedevita Zagreb em 16 de outubro de 2015 - Vitória de 78-63.
Ao término da temporada 2014-15 foi escolhido para o "Time ideal da Liga".

## Carreira na Seleção Uruguaia
Granger tem defendido a Seleção Uruguaia de Basquetebol desde sua tenra idade disputando o Campeonato Sul-Americano Sub 16 em 2005 em Piriápolis, Uruguai onde ficou com a Medalha de Prata e também conquistou a Medalha de Prata em 2005 realizado em Barquisimeto, Venezuela. No ano seguinte terminou em 6º lugar na Copa América Sub 18 em San Antonio, Estados Unidos.
Em 2012 conquistou a Medalha de Bronze no Campeonato Sul-Americano de 2012 na Argentina, medalha conquistada sobre a Seleção Brasileira.